# قرار مجلس الأمن التابع للأمم المتحدة رقم 97
قرار مجلس الأمن التابع للأمم المتحدة رقم 97، الصادر في 30 يناير 1952، حل لجنة الأسلحة التقليدية.
ولم تذكر تفاصيل التصويت.